# Zu klug für die Liebe
Zu klug für die Liebe (Originaltitel: Without Love) ist eine US-amerikanische Filmkomödie aus dem Jahr 1945 mit Spencer Tracy und Katharine Hepburn in den Hauptrollen. Als literarische Vorlage diente das Bühnenstück Without Love (1942) von Philip Barry.

## Handlung
Der Wissenschaftler Pat Jamieson reist 1944 von Chicago nach Washington, D.C., um an einem geheimen Projekt zu arbeiten. Im Auftrag des Kriegsministeriums soll er eine Sauerstoffmaske entwickeln, die es Kampfpiloten ermöglicht, auch in Höhen bis 12.000 Meter zu fliegen. In Washington eine Wohnung zu finden, erweist sich für Pat jedoch als schwierig. Am Abend bringt er mit seinem kleinen Cairn Terrier einen betrunkenen Mann namens Quentin Ladd nach Hause. Quentin lässt ihn bei sich übernachten. Das Haus gehört jedoch eigentlich Quentins verwitweter Cousine Jamie, die das Haus samt Inventar vermieten möchte. Als Jamie am nächsten Morgen eintrifft, gibt sich Pat als ihr neuer Hausmeister aus, ist Jamies Keller doch der perfekte Ort, um ein geheimes Labor einzurichten. Jamie erfährt schließlich, dass er eigentlich Wissenschaftler ist und sein Vater ein Freund ihres Vaters war. Daher darf er vorerst bleiben.
In der darauffolgenden Nacht schlafwandelt Pat durch das Haus. Sein Hund läuft ihm nach und weckt ihn auf. Pat setzt sich an ein Klavier und spielt Debussys Clair de Lune. Jamie hört ihn spielen und ist zu Tränen gerührt. Sie leistet ihm Gesellschaft und sie erzählen sich aus ihrem Leben. Jamies Mann kam bei einem Reitunfall ums Leben. Sie liebt ihn immer noch so sehr, dass sie sich nicht vorstellen kann, einen anderen Mann zu heiraten. Pat hatte sich in Paris einst in ein Mädchen verliebt, das sich als ausgesprochen egoistisch entpuppte. Er will sich daher nie wieder verlieben. Obwohl ihre Immobilienmaklerin Kitty Trimble in Paul Carrell einen Interessenten für das Anwesen gefunden hat, lässt Jamie Pat während ihrer Abwesenheit bei sich wohnen. Wie es der Zufall will, ist Paul ein alter Bekannter von Pat. Im Gegensatz zu seinem nüchternen Freund lässt Paul keinen Flirt aus.
Als Jamie zurückkehrt, überredet sie Pat zu einer Vernunftehe. So könnten sie zusammen leben und forschen, ohne dass Gefühle füreinander stören würden. Bereits ihren Hochzeitstag verbringen sie zusammen im Keller, um Pats Sauerstoffmaske in einer Luftdruckkammer zu testen. Als sie abends zu Bett gehen wollen, verbarrikadiert sich Pat in seinem Schlafzimmer. Schlafwandelnd verlässt er jedoch den Raum und landet schließlich in Jamies Bett, während diese sich etwas zu trinken holt. Als Jamie ihn bemerkt, fällt sie vor Schreck aus dem Bett. Sie beruhigt sich erst, als Pat ihr versichert, dass er ein Schlafwandler sei. Am nächsten Tag macht Jamie mit Paul einen Ausflug in einer Kutsche. Paul ist überzeugt, dass Jamie ihren Mann nicht liebt, und gibt ihr einen Kuss. Jamie weist ihn zurück und sieht ein, dass sie wider Erwarten Gefühle für Pat entwickelt hat.
In Chicago soll Pat seine Sauerstoffmaske erstmals öffentlich präsentieren. Jamie entschließt sich, mit ihm zu reisen. Im Zug teilen sie sich ein Schlafabteil und Jamie versucht, sich weiblicher als sonst zu geben. Auch erzählt sie ihm, dass Paul sie geküsst habe. In ihrem Hotel in Chicago will Jamie mit Pat ihren Geburtstag feiern. Durch ein Missverständnis wird Jamie eifersüchtig und reist vorzeitig wieder ab. Pat bleibt in Chicago und führt vor anderen Wissenschaftlern einen erfolgreichen Test seiner Erfindung durch. Jamie trifft sich derweil mit Paul. In einem Lokal, in dem Quentin Kitty einen Heiratsantrag macht und seiner bisherigen Verlobten Edwina den Laufpass gibt, lernt Jamie Pats alte Flamme kennen. Als Pat nach Washington zurückkehrt, sucht er Paul in dessen Apartment auf. Eifersüchtig durchsucht er die Wohnung nach Jamie, findet jedoch lediglich einen abgebrochenen Absatz eines Frauenschuhs. Daraufhin kehrt er nach Hause zurück, wo Jamie versucht, ihn in einem extravaganten Kleid und in verführerischen Posen zu bezirzen. Pat gefällt das gar nicht. Jamie gesteht ihm, dass sie ihn beinahe mit Paul betrogen habe. Während beide davon sprechen, sich am besten scheiden zu lassen, sehen sie ein, wie sehr sie sich lieben. Eine Scheidung kommt daher nicht mehr in Frage.

## Hintergrund
Nach der erfolgreichen Screwball-Komödie Die Frau, von der man spricht (1942) und dem Melodram Die ganze Wahrheit (1942), das sich als Flop herausstellte, war Zu klug für die Liebe der dritte gemeinsame Film von Spencer Tracy und Katharine Hepburn. Philip Barrys Vorlage Without Love wurde 1942 am Broadway mit Hepburn und Elliott Nugent in den Hauptrollen uraufgeführt. Barry hatte das Stück exklusiv für Hepburn geschrieben, wie er es zuvor bereits mit seinem Bühnenerfolg The Philadelphia Story getan hatte, der als Die Nacht vor der Hochzeit (1940) mit Hepburn, Cary Grant und James Stewart auch erfolgreich verfilmt wurde.
MGM kaufte die Rechte an Without Love für 265.000 Dollar, worauf Donald Ogden Stewart das Stück wie bereits Die Nacht vor der Hochzeit für die Leinwand adaptierte. Nebendarsteller Keenan Wynn hatte zuvor hauptsächlich in New York auf der Bühne gestanden. Hepburn und Tracy kannten ihn von Theateraufführungen und sorgten dafür, dass er die Rolle von Hepburns Cousin erhielt. Lucille Ball, die im Film als Hepburns schlagfertige Immobilienmaklerin Kitty zu sehen ist, hatte bereits in Hepburns RKO-Film Bühneneingang (1937) eine Nebenrolle gespielt. Später wurde sie von MGM unter Vertrag genommen, drehte jedoch zunächst eher unbedeutende Filme.
Die Dreharbeiten fanden von Mitte Oktober bis Mitte Dezember 1944 in den Studios von MGM statt. Eigentlich sollten sie bereits im November 1943 beginnen, Hepburn und Regisseur Harold S. Bucquet realisierten jedoch mit Drachensaat seinerzeit bereits ein anderes Projekt. Zu klug für die Liebe sollte Regisseur Bucquets letzter Film werden. Er starb 1946 an Krebs.
Am 22. März 1945 feierte Zu klug für die Liebe in New York seine Premiere. Die Kritiken waren im Allgemeinen gut, aber nicht euphorisch. Der Film wurde in den Vereinigten Staaten dennoch einer der erfolgreichsten Filme des Jahres. In Deutschland wurde die Filmkomödie erstmals am 18. Oktober 1987 von der ARD im Fernsehen gezeigt. Im Mai 2007 erschien sie auf DVD.

## Kritiken
Bosley Crowther von der New York Times wies auf „so manche Lücke und Schwäche“ des Films hin. Die Handlung werde überwiegend durch „schlagfertige Wortwechsel“ am Laufen gehalten und nur durch eilig hinzugefügte Passagen verdichtet, weshalb die Szenenübergänge „nervös“ und „abrupt“ daherkämen. Dennoch sei Zu klug für die Liebe „sehr amüsant“, was in erster Linie an „den beiden großartigen Hauptdarstellern“ liege.
Für das Lexikon des internationalen Films war Zu klug für die Liebe eine mit „präzisem Dialogwitz kammerspielartig inszenierte Komödie um den Wandel einer Vernunfts- zur Liebesehe“. Die beiden Hauptdarsteller seien „vortrefflich aufeinander eingespiel[t]“ und hätten zusammen mit den „kauzige[n] Nebenfiguren und wohltuend zurückhaltende[n] Gags“ aus dem Film „charmante Unterhaltung“ gemacht, die „Raum für besinnliche Momente“ biete. „Spencer Tracy […] spielt hier so lebhaft wie selten“, befand Cinema.

## Deutsche Fassung
Die deutsche Synchronfassung entstand 1985 bei der Studio Hamburg Synchron.
| Rolle          | Darsteller        | Synchronsprecher  |
| -------------- | ----------------- | ----------------- |
| Pat Jamieson   | Spencer Tracy     | Horst Schön       |
| Jamie Rowan    | Katharine Hepburn | Katrin Miclette   |
| Kitty Trimble  | Lucille Ball      | Angela Stresemann |
| Quentin Ladd   | Keenan Wynn       | Joachim Kemmer    |
| Paul Carrell   | Carl Esmond       | Claus Wilcke      |
| Edwina Collins | Patricia Morison  | Karin Eckhold     |
| Anna           | Emily Massey      | Helga Bammert     |